# Nader Yahanbaní
El spahbod Nader Yahanbaní  (persa: سپهبد نادر جهانبانی Sepahbod Nāder-e Yahanbaní; Yahānbānī; 1928 - 13 de marzo de 1979) fue un general iraní y el segundo jefe de la fuerza aérea imperial iraní bajo Mohammad Reza Shah Pahlaví. A pesar de ser ejecutado en 1979 por los revolucionarios islámicos, él es ampliamente alabado como el "Padre de la fuerza aérea iraní", junto con el general Mohammad Amir Jatam, por la modernización de la Fuerza Aérea para convertirse en una fuerza potente y poderosa, cuyo avanzado equipamiento y la formación que adquirió para Irán, como el F-14 Tomcat, salvaría la infraestructura fundamental de Irán durante la guerra entre Irán e Irak.

## Primeros años y educación
Yahanbaní nació en una familia con una larga historia militar. Su padre, Amanollah Yahanbaní, era un teniente general, que sirvió en la Brigada cosaca persa con Reza Jan. Era un príncipe Qayar, bisnieto de Fath Alí Sah. La madre de Nader, Helen Kasminsky, era de la aristocracia rusa en Petrogrado. Tenía dos hermanos, Parviz, que era un oficial de los infantes de marina imperiales iraníes, y Josró, que se casó con la princesa Shahnaz Pahlaví, siendo su segundo esposo. Amanollah Yahanbaní fue arrojado a la cárcel cuando su hijo Nader tenía 12 años, pero después que Reza Shah murió, fue liberado y fue nombrado senador por Mohammad Reza Pahlevi. Para entonces, su padre lo envió a la Academia de la Fuerza Aérea de Rusia, donde se graduó, y entró en la IIAF en 1952 con el rango de primer teniente.
En 1952, Nader Yahanbaní fue seleccionado para ser enviado a la Base Aérea Fürstenfeldbruck en Alemania para asistir a la escuela de formación de pilotos de caza para convertirse en un piloto para el primer avión de caza a reacción de Irán, el F-84 Thunderjet, que estaba programado para la entrega en 1955, junto con otros 15 pilotos entre ellos Mohammad Jatam. Una vez completado el programa de entrenamiento, 10 pilotos regresaron a Irán mientras Yahanbaní, junto con otras cuatro personas, continuó su formación para convertirse en instructores de nuevo en Irán.

## Carrera
Al finalizar el curso piloto Jet Instructor y volviendo a Irán, Yahanbaní formó el primer equipo Acrobat iraní, llamado La Corona de Oro, junto con otros oficiales, entre ellos Mohammad Amir Jatam y Amir Hoséin Rabií.
Yahanbaní desempeñó un papel crucial en la fuerza aérea de Irán durante los años 1960 y 1970, ayudando a crear una fuerza aérea efectiva. Fue nombrado responsable de la compra y el mantenimiento de estos aviones y fue promovido a un puesto en el jefe del Estado Mayor del ministerio de Guerra. Él sirvió como el comandante en jefe adjunto de la Fuerza Aérea. También fue secretario general de la Federación Nacional de Deportes. He was also general secretary of the National Sports Federation.

## Vida personal
Yahanbanní estaba casado con Azar Etesam, la hija de un diplomático iraní y posteriormente con Farah Zanguené, la hija del coronel Yadollah Azam Zanguené. Tenía un hijo, Anushiraván, de su primer matrimonio, y una hija, Golnar, de su segundo matrimonio.

## Muerte
Cuando el Shah declaró la ley marcial en respuesta a las crecientes protestas en 1978, y puso los oficiales militares a cargo, Yahanbaní no era uno de los comandantes militares desde que tenía muy poca experiencia con los asuntos de seguridad interna. Como resultado, cuando el Sha huyó, a pesar de la insistencia de su familia, a sus amigos en la Fuerza Aérea de los EE. UU., así como el mismo y su hija Shahnaz (que era su hermana en la ley), Yahanbaní falsamente creía que él estaba a salvo de posibles purgas y represalias contra los agentes de seguridad que reprimieron las protestas, así como su creencia de que la fuerza aérea de gran alcance que Irán tuviera sería un testimonio de su lealtad al país, no al propio Shah. Él se equivocó cuando el ayatolá Jomeini volvió y ordenó a la Guardia Revolucionaria de arrestarlo en la sede de la fuerza aérea. Fue uno de los primeros de los generales del Sha en ser detenido y fue enviado a una carrera judicial por Sadeq Jaljalí.
Él fue acusado y condenado con: 
Asociación con el régimen idólatra del Shah; Corrupción en la tierra; Delito antirrevolucionario no especificado; Guerra contra Dios, Profeta de Dios y diputado del duodécimo Imam.
Fue trasladado a la prisión de Qasr y en las primeras horas del 13 de marzo de 1979 y fue tiroteado en el patio de la prisión de Qasr. Sus últimas palabras fueron "¡Larga Vida a Irán".
La Emperatriz Farah Pahlaví escribió:
"Un poco más tarde, me las arreglé para contactar por teléfono a una querida amiga cuyo marido, el teniente general de la Fuerza Aérea Nader Yahanbaní, acababa de ser ejecutado. Insultado por uno de los guardianes de la revolución, tuvo el coraje de darle una bofetada en la cara antes de morir. Ella estaba llorando y yo, que debería haber sido capaz de encontrar palabras para consolarla, no podía hacer nada más que llorar con ella. Esa noche, en la desesperación, escribí estas líneas en mi cuaderno:. "Yo no siento tener la fuerza en mí para seguir luchando. Yo preferiría morir por mi país con honor en lugar de ser arrastrada hacia la muerte por la depresión que me está superando. Querido Dios, si estás ahí, dame la fuerza para seguir adelante".

## Legado
A pesar de ser asesinado antes de la guerra entre Irán e Irak, muchas de las cosas que hizo para la Fuerza Aérea iraní, como la adquisición del F-4, F-5, F-14, sistemas de radar avanzados, y misiles AIM-54 Phoenix aire-aire, así como la formación de sus estudiantes es ampliamente acreditado para salvar al país de la invasión iraquí y fueron posteriormente utilizados para proteger las zonas del país que eran cruciales para la supervivencia del régimen, como Teherán y Jark. Incluso los informes de un F-14 en un área fue suficiente para que los iraquíes saquen todo un escuadrón para ir en contra de ellos. Incluso 30 años después, el F-14 Tomcat es todavía un avión de combate de primera clase en el inventario de la Fuerza Aérea iraní.